# 官当
官当（かんとう）とは、律令制における官人に対する換刑制度の1つ。徒・流に相当する者が官位・品位・勲位を返上して実刑に代える措置。現在の位記・勲記を破毀して現在の官職を解官されることになる。

## 概要
元は儒教にある「刑は大夫に上さず」など、大夫（官人）に刑罰を課すことに反対して支配階層内の秩序の中で処分を下すという理念に基づいたもので、中国の律令法に由来している。
公務に関係する犯罪である「公罪」とそれ以外の私事に関係する犯罪である「私罪」では規定が異なっている（名例律）。「私罪」を冒した場合、四品以上（品位）・三位以上（位階）・勲二等以上（勲位）の場合には一官分をもって徒3年分、五位以上（位いは階）・勲六等以上は同じく徒2年分、八位以上（位階）・勲十二等以上（勲位）の場合には徒1年分に換算され、「公罪」であれば「私罪」の規定に徒1年分が加算され、流の場合には全て徒4年分と換算された上で官当の規定に当てはめていった。親王のみが有する品位は別として一般の官人の中には下の位階からの昇進を経験した者や位階と勲位を同時に持つ者などがいたが、その場合には官位のうち最も高い地位のものから当てはめ、次に勲位のうち最も高い地位のもの、更にそれでも不足の場合には位階のうち次に高いもの……という具合に破毀されていく。すなわち、かつて従六位上から従五位下に昇進した者が罪を犯した場合には、まず従五位下の位記が破毀され、それでも余罪が残りかつ破毀すべき勲記を持たない場合には次に従六位下の位記が破毀されることになっていた。もし、罪が軽すぎて官当では不当に重い処分になってしまう場合や、歴任した位階・勲位が余りにも少なくて必要な官当に満たない場合には贖銅で補うことも認められていた。もっとも、全てのケースで官当・贖銅が認められた訳ではなく、加役流（配流先で更に徒が課される流）などの重い刑を受けた者には適用されなかった。
なお、官当を受けた者は次の年の正月以降の叙位において破毀された官位の1等下の位階を再叙されることとなっていた（ただし、この場合の次の年は処分を受けた年を数えないため、実質は翌々年以後のことになる）。更に官人が犯罪を犯した場合、八虐などの大罪でない限り、官当や贖銅以前の段階において既に例議（例減）によって刑が一等減じられているのが普通であり、律令制の官人は死罪になるような大罪を犯さない限りは、法律上手厚い保護を受けていたことが知られる。